# チェイス・カリッシュ
チェイス・タイラー・カリッシュ（ケイリシュ、Chase Tyler Kalisz、[ˈkeɪlɪʃ]、1994年3月7日 - ）は、アメリカ合衆国の競泳選手。専門は個人メドレー, バタフライ, 平泳ぎ。

## 略歴
メリーランド州ベル・エア出身。ジョージア大学水泳チームのメンバーとして2013年の全米大学体育協会水泳選手権の男子400ヤード個人メドレーで優勝した。
2013年世界水泳選手権（スペイン・バルセロナ）にアメリカ合衆国代表として出場。男子400m個人メドレーでは瀬戸大也（日本）に次いで第2位に入線し、銀メダルを獲得した。
2016年リオデジャネイロオリンピックに際しては、直前にオマハ（ネブラスカ州）で開催された2016年アメリカ合衆国スイミングオリンピックトライアルズに出場し、男子400m個人メドレーで1着となり、ロンドンオリンピック同種目覇者のライアン・ロクテを追い落して400m個人メドレーオリンピックアメリカ合衆国代表に選出された。
2016年8月7日に開催されたオリンピック競泳競技男子400m個人メドレー決勝では萩野公介（日本）を最後まで追い、4分6秒75のタイムで第2位に入線して銀メダルを獲得した。
2017年ブダペスト世界水泳選手権では200m個人メドレー・400m個人メドレーの二冠を達成した。
2020年東京オリンピックでは400m個人メドレーで金メダルを獲得した。200m個人メドレーでは準決勝で敗退し、決勝に進むことが出来なかった。